# Transkribus
Transkribus é uma plataforma para reconhecimento de texto, análise de imagens e reconhecimento de estrutura de documentos históricos.
A plataforma foi criada no contexto dos dois projetos da UE "tranScriptorium" (2013–2015)  e "READ" (Reconhecimento e Enriquecimento de Documentos de Arquivo – 2016–2019).  Foi desenvolvido pela Universidade de Innsbruck. Desde 1º de julho de 2019 a plataforma é dirigida e desenvolvida pela READ-COOP.
A plataforma integra ferramentas desenvolvidas por grupos de investigação em humanidades digitais em toda a Europa, com destaque ao grupo de Reconhecimento de Padrões e Tecnologia de Linguagem Humana (PRHLT) da Universidade Politécnica de Valência e o grupo do Laboratório de Tecnologia de Inteligência Computacional (CITlab) da Universidade de Rostock.
Existem programas comparáveis e que oferecem funções semelhantes, como o eScriptorium e OCR4All.